# American College of Physicians
Das American College of Physicians (ACP) ist eine US-amerikanische internistische Fachgesellschaft mit Sitz in Philadelphia. Sie wurde 1915 gegründet.
Mit etwa 137.000 Mitgliedern (Stand 2013) ist das ACP die zweitgrößte Ärzteorganisation in den USA. Präsidentin der Gesellschaft ist Molly Cooke.
Die Zeitschrift Annals of Internal Medicine wird vom ACP herausgegeben und gehört zu den meistgelesenen ärztlichen Fachzeitschriften weltweit.